# Ofensiva de Balaguer
La Ofensiva de Balaguer fue una ofensiva llevada a cabo por el  Ejército Republicano Español alrededor de Balaguer durante la Guerra Civil Española. La ofensiva consistió en una serie de contraataques en la primavera y el verano de 1938 después de la desastrosa ofensiva de Aragón. La ofensiva fue un fracaso para la República Española y se desperdiciaron muchas vidas y material militar.

## Historia
La ofensiva fue planeada por el general Vicente Rojo Lluch como un contraataque moral de las unidades militares republicanas después de las derrotas sufridas en los frentes de Aragón. Históricamente esta batalla fue parte de la más larga Batalla del Segre.
La ciudad de Balaguer había caído en manos de la facción rebelde en una serie de vehementes ataques sorpresa entre el 5 y el 6 de abril de 1938, tras los cuales los ejércitos franquistas capturaron el estratégico puente sobre el río Segre el 10 de abril, cuando el ejército republicano se retiró al otro lado del río.
Para retomar al menos la cabeza de puente de la orilla izquierda, las divisiones 27, 60 y 72 del XVIII Cuerpo de Ejército de la República Española contraatacaron entre el 12 y el 15 de abril. Los soldados republicanos, sin embargo, eran en su mayoría hombres muy jóvenes -algunos de sólo 17 años, reclutados apresuradamente y mal entrenados- y que, a pesar de su entusiasmo, no tuvieron éxito. Una vez más, otra serie de esfuerzos para reconquistar la cabeza de puente de Balaguer tuvo lugar entre el 22 y el 29 de mayo, pero de nuevo fueron infructuosos y las unidades republicanas tuvieron que retirarse ante la abrumadora superioridad del enemigo, dejando atrás muchas bajas.

## Último esfuerzo
Después de casi tres meses, junto con la amplia ofensiva republicana de la Batalla del Ebro, hubo de nuevo una serie de combates para retomar la cabeza de puente en Balaguer. Los ataques se realizaron entre el 9 y el 11 de agosto pero las fuerzas republicanas fueron derrotadas de nuevo, siendo aplastadas contra la superior potencia de fuego de las líneas rebeldes.